# Вулиця Кривалівська
Ву́лиця Кривалівська — вулиця в Черкасах.

## Розташування
Починається від вулиці Припортової і простягається на південний захід. Впирається у вулицю Молоткова.

## Опис
Вулиця вузька, на початку забудована багатоповерхівками, в кінці — приватними будинками. В середній частині на вулицю виходить Кривалівський ринок.

## Походження назви
Вперше вулиця згадується в 1884 році як Данилівська. 1893 року перейменована в Другу Кладовищенську. В період 1916—1923 років називалась Глібовською. За радянський часів, з 1941 року, була перейменована на честь Паризької комуни. В роки німецької окупації 1941-1943 років носила ім'я Грушевського. Сучасна назва з 2016 року.